# Aparell (construcció)

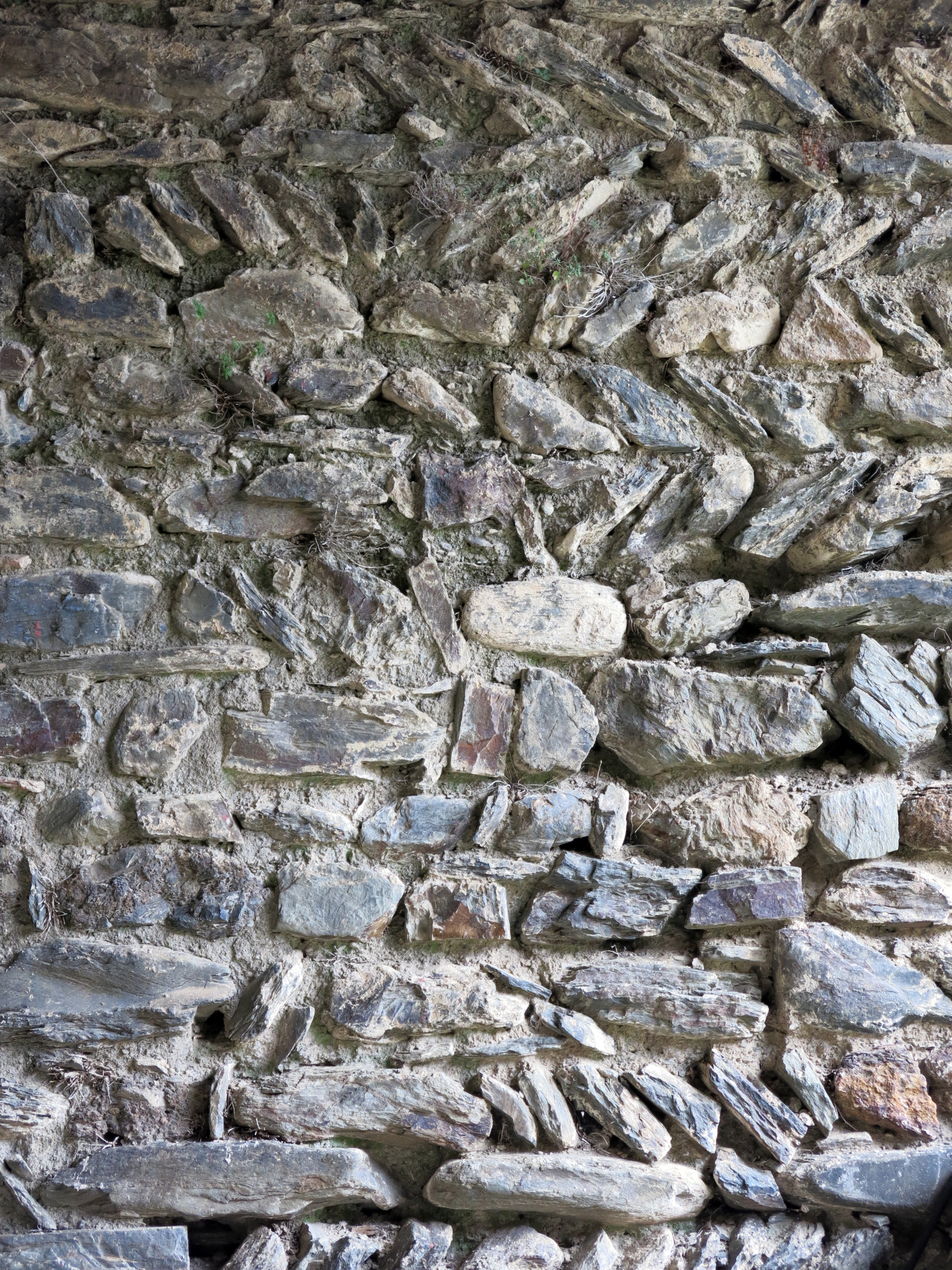
Aparell irregular i dopus spicatum a Sant Quirze de Colera

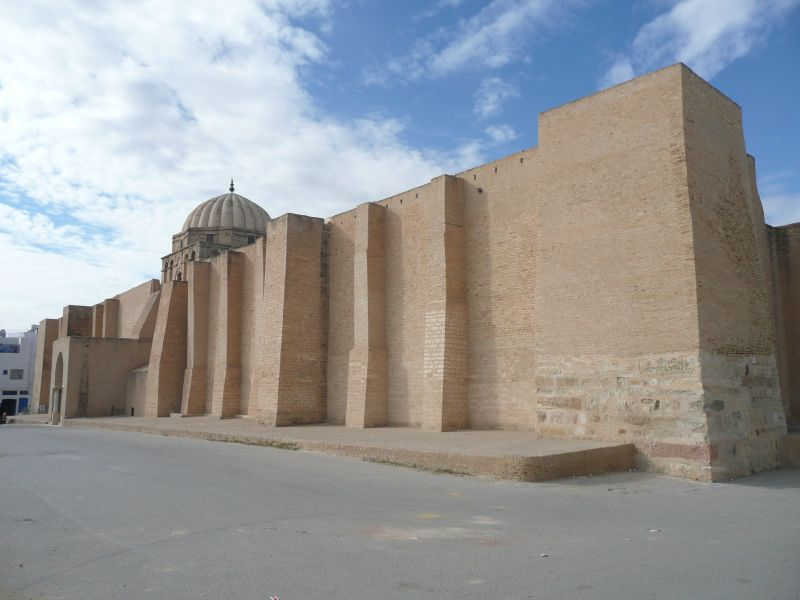
Mur sud de la Gran Mesquita de Kairuan fet de carreus en gran i petit aparell, a Kairuan, Tunísia

En arquitectura i els oficis de la construcció s'anomena aparell la disposició i lligam dels materials emprats en murs. L'aparell es pot classificar segons el material emprat i la disposició de les pedres o maons.

## Aparells de pedra natural
L'aparell que consta de pedres escairades es diu regular, si es fa de pedres brutes es diu irregular. L'aparell regular es divideix per la dimensió dels carreus en gran, mitjà i petit. Per als romans, l'aparell gran feia aproximadament un metre, de mig metre per a les filades de l'aparell mitjà i de deu centímetres per a les filades de l'aparell petit.
L'especejament és la descomposició teòrica d'una construcció en les peces que el formen. Pot ser horitzontal, radial, irregular, regular, etc. Les pedres tallades a escaire s'anomenen carreus.
Segons la disposició dels carreus, l'aparell rep diferents denominacions:
- isòdom (l'opus isodomon dels grecs i romans) quan totes les filades de carreus tenen la mateixa altura
- pseudoisòdom, quan no la tenen
- oblic, si els carreus tenen forma de rombes
- reticulat, si ofereixen el parament com un tauler encasellat a tall de xarxa
- l'opus spicatum dels romans, si presenta filades els carreus del qual (o maons) de sobre) prenen posició obliqua respecte als de baix
- encoixinat, si les línies d'unió entre els carreus apareixen com enfonsades, fent ressaltar el parament del carreu en la seva part central. En tractar-se d'una forma decorativa dels carreus, l'encoixinat es deixa a moltes variacions com la d'en xamfrà (que és el més corrent), la d'en punta de diamant, l'encoixinat rústic, el vermiculat, etc.

Si l'aparell és irregular i de pedres petites que es col·loquen a mà, rep el nom de maçoneria, que és l'opus incertum dels romans. El farcit (l'emplecton dels grecs) és el mur de dos paraments exteriors regulars, que per dins és omplert d'un amàs de reble, argamassa o formigó.
La maçoneria rep diferents denominacions segons els materials utilitzats:
- es denomina ordinària quan és de morter
- seca si no té morter
- concertada, quan s'ajusten bé les pedres i ofereix una imatge agradable
- poligonal quan és irregular les pedres del qual ofereixen el parament en forma de polígons contigus
- si la figura és arrodonida, sense que s'ajustin les superfícies d'unes amb les altres es diu ciclopi, nom que se sol reservar per a quan es tracta de grans pedres.
- acarada, quan és irregular, però la cara del mur està més o menys anivellada.

A la cantonada del mur es disposen els carreus verticalment de manera que d'una banda es presenten al llarg i per l'altre, a l'ample, el que es denomina aparell de major i menor. En els aparells de maó (l′opus lateritium dels romans) i en els de maçoneria solen col·locar-se per a major solidesa filades verticals, formant el que es denomina cadenes. S'anomena mur escarpat el que pren una posició obliqua i serveix de mur de contenció de terraplens.
Hi ha una espècie de maçoneria anomenada de formigó i és la formada amb un encaixonat en on es posen pedres menudes i fang o ciment. Si només conté fang i escasses pedres s'anomena tapial. Aquest s'ha de recolzar sobre fonaments o sòcols de pedra i sol portar de tirada en tirada algunes de filades de maó, anomenades verdugada.

## Aparells de maó
Els maons tenen un format fix més regular que la pedra natural. Són dissenyats per unir-se d'una manera determinada per formar un mur, per això la llei de trava o disposició dels maons en un mur, estipulant des de les dimensions del mur fins a les trobades és especialment rígida.
Alguns tipus d'aparell de maó són els següents:
- Aparell pel llarg: els costats del mur es formen amb el llarg del maó, té un gruix de mig peu (la punta) i és molt utilitzat per a façanes de maó cara vista.

- Aparell de punta: en aquest cas les puntes formen els costats del mur i el seu gruix és d'1 peu (el llarg). Molt utilitzat en murs que suporten càrregues estructurals (portants).

- Aparell anglès: en aquest cas s'alternen filades al llarg i en punta, donant una espessor d'1 peu (el llarg). S'empra molt per a murs portants en façanes de maó cara vista. Té una millora estabilitat que el mur de punta però la seva posada en obra és més complicada i requereix mà d'obra més experimentada.

- Aparell de cantell: és l'emprat per a l'execució d'envans, la seva espessor és la del gruix de la peça i no està preparat per absorbir càrregues excepte el seu propi pes.

- Aparell de sostre mort: és com l'aparell de cantell però deixant buits entre les peces horitzontals. S'empra en aquells envans provisionals que han de deixar ventilar l'estada i en un determinat tipus d'estructura de coberta.